# 圣但尼德沃
圣但尼德沃（法語：Saint-Denis-de-Vaux，法語發音：[sɛ̃ dəni də vo]）是法国索恩-卢瓦尔省的一个市镇，属于索恩河畔沙隆区。

## 地理
圣但尼德沃（46°47'44"N, 4°41'51"E）面积3.71 平方千米，位于法国勃艮第-弗朗什-孔泰大區索恩-卢瓦尔省，该省份为法国中部省份，北起顺时针与科多尔省、汝拉省、安省、罗讷省、卢瓦尔省、阿列省和涅夫勒省接壤。
与圣但尼德沃接壤的市镇（或旧市镇、城区）包括：圣马丹苏蒙泰居、巴里泽、日夫里、让布勒、梅勒塞、圣让德沃。

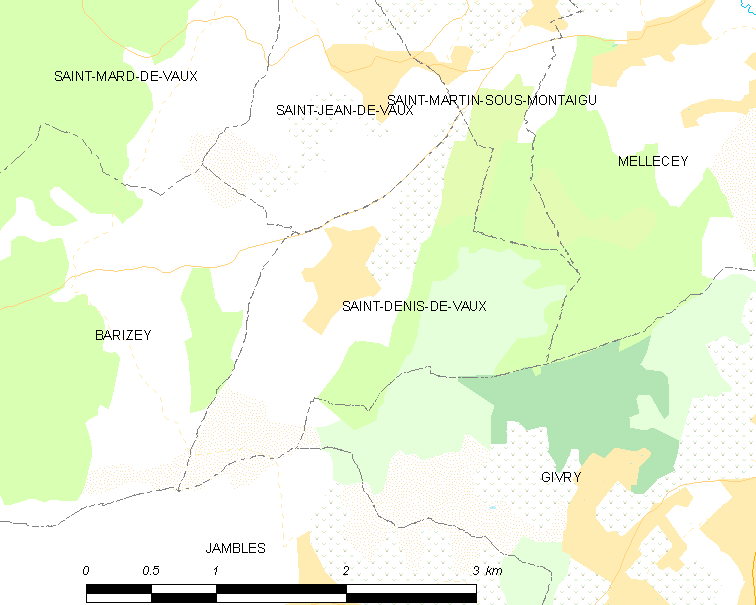
圣但尼德沃的OSM定位图

圣但尼德沃的时区为UTC+01:00、UTC+02:00（夏令时）。

## 行政
圣但尼德沃的邮政编码为71640，INSEE市镇编码为71403。

## 政治
圣但尼德沃所属的省级选区为日夫里县。

## 人口

1962-2008年间圣但尼德沃人口变化图示

圣但尼德沃于2022年1月1日时的人口数量为275人。